# Казанский монастырь (Вышний Волочёк)
Каза́нский монасты́рь — православный женский монастырь Казанской иконы Божией Матери в Вышнем Волочке в Красном Городке на восточной окраине города.

## История
Казанский общежительный монастырь был основан в 1881 году из существовавшей с 1872 года женской общины, созданной на средства князя Арсения Путятина (1805—1882). Первой настоятельницей монастыря являлась монахиня Досифея (Салтыкова). Здесь находилась греческая икона, представлявшая поясное изображение Божией Матери без Богомладенца. Эта икона сначала была домашней святыней византийского императора Андроника III Палеолога, затем пожертвована им Монемвасийской обители в Морее (Греция); при нападении турок на эту обитель во время вторжения их в 1821 году в Грецию икона была перенесена настоятелем Агапием в город Патрас; после смерти Агапия она, по его завещанию, досталась его родственнику, русскому консулу Ивану Власопуло, сын которого в 1839 году пожертвовал её императору Николаю I; в Санкт-Петербурге икона до 1868 года хранилась а Зимнем дворце, а до 1877 года в Троицком соборе на Петербургской стороне, откуда 1 мая 1877 года она и была перенесена в Казанский монастырь.
После революции 1917 года власти монастырь закрыли, а храмы осквернили — использовали как склады. Позже на территории Казанского монастыря размещалась воинская часть, на месте монастырского кладбища был устроен плац. В 1984 году была украдена святыня монастыря — Андрониковская икона Божией Матери древнего греческого письма.
С 1992 года монастырь стал возрождаться.
Монастырь открыт ежедневно с 7 до 20 часов.
Паломники посещают могилы блаженной старицы Любушки, духовной дочери преподобного Серафима Вырицкого, и схимонахини Марии Матукасовой из Оптиной пустыни.

## Здания и сооружения
Ансамбль монастыря включает:
- Собор Казанской иконы Божией Матери (1877—1882) — по проекту известного московского архитектора А. С. Каминского;[6][7]
- Церковь Андрониковой иконы Божией Матери (1897—1901);
- Церковь Сирина и Неонилы (1883—1887, по проекту архитектора А. П. Фёдорова)[8];
- Часовня Веры, Надежды, Любови и матери их Софии над могилой блаженной старицы Любушки Сусанинской) (освящена в 1999 году);
- Надкладезная часовня (1889);
- Церковь Боголюбской иконы Божией Матери (1873);
- Хозяйственные постройки, кельи, трапезная.

## Настоятельницы
- игумения Досифея (до 18 (31) января 1914 года)[9]
- игумения Феофилакта (Левенкова) (по 4.4.2019)[10];
- монахиня София (Сухова) (с 4.4.2019)[10].